# Garrett Morris
Garrett Gonzalez Morris (New Orleans, 1 februari 1937) is een Amerikaans acteur en komiek.

## Biografie
Morris doorliep highschool aan de Juilliard School in New York, hierna ging hij studeren aan de Dillard University in New Orleans waar hij in 1958 zijn diploma haalde. Het acteren heeft hij geleerd aan de HB Studio in Greenwich Village. 
Op 1 februari 2024, zijn 87e verjaardag, kreeg Morris een ster op de Hollywood Walk of Fame.

## Filmografie

### Films
Selectie:
- 2015 Ant-Man - als taxichauffeur
- 2001 How High – als PCC agent
- 1996 Santa with Muscles – als Clayton
- 1993 Coneheads – als kapitein Orecruiser
- 1970 Where's Poppa? – als Garrett

### Televisieseries
Selectie:
- 2018 This Is Us - als Lloyd - 3 afl.
- 2011-2017 2 Broke Girls – als Earl Washington - 138 afl.
- 1996-2001 The Jamie Foxx Show – als Junior King – 100 afl.
- 1995 Cleghorne! – als Sidney Carlson – 12 afl.
- 1992-1995 Martin – als Stan Winters – 55 afl.
- 1991-1992 Roc – als Wiz – 5 afl.
- 1986-1989 Hunter – als Sporty James – 28 afl.
- 1983-1984 The Jeffersons – als Jimmy – 5 afl.
- 1975-1980 Saturday Night Live – als diverse karakters – 106 afl.
- 1973 Roll Out – als Wheels – 9 afl.

## TheaterwerkBroadway
- 1974 What the Wine-Sellers buy – als Jim Aaron – toneelstuk
- 1971-1972 Ain't Supposed to Die a Natural Death – als artiest – musical
- 1970 Operation Sidewinder – als Blood / Indiaan – toneelstuk
- 1968 I'm Solomon – als Aide to Ranor – musical
- 1967-1968 Hallelujah, Baby! – als Prover – musical

- Bibsys: 14033841
- Biblioteca Nacional de España: XX1546866
- Bibliothèque nationale de France: cb14052047w (data)
- International Standard Name Identifier: 0000 0001 1489 279X
- Library of Congress Control Number: n94110067
- MusicBrainz: 999ed987-c845-443e-89c0-5350f43f7aef
- SNAC: w6hj146q
- Virtual International Authority File: 28768838
- WorldCat: E39PBJmP4vDRxmmv6HWjDcvfv3